# Luca Miniero
Luca Miniero (Nápoles, 17 de enero de 1967) es un director de cine y guionista italiano.

## Vida y carrera
Creció en el barrio napolitano de Arenella. Tras graduarse en Letras, Miniero se trasladó desde Nápoles a Milán donde  empezó a trabajar como director de ventas. En 1998 empezó a colaborar con Paolo Genovese como coguionista y codirector del cortometraje La scoperta di Walter. El dúo hizo su debut en formato largometraje en 2002, con la comedia aclamada por la crítica Incantesimo napoletano.
Miniero hizo su debut en solitario en 2010, dirigiendo la comedia Benvenuti al Sud, a la que siguió, en 2012, Benvenuti al Nord. En 2014 rodó La scuola più bella del mondo.

## Filmografía

### Cine
- Incantesimo napoletano (codirigida con Paolo Genovese) (2002)
- Nessun messaggio in segreteria (codirigida con Paolo Genovese) (2005)
- La noche es nuestra (Questa notte è ancora nostra) (codirigida con Paolo Genovese) (2008)
- Bienvenidos al Sur (Benvenuti al Sud) (2010)
- Benvenuti al Nord (2012)
- Un boss in salotto (2014)
- La scuola più bella del mondo (2014)
- Non c'è più religione (2016)
- Sono tornato (2018)
- Attenti al gorilla (2019)
- Tutti a bordo (2022)

## Televisión
- Viaggio in Italia - Una favola vera - telefilme (codirigido con Paolo Genovese) (2007)
- Cops - Una banda di poliziotti - serie de televisión (2020-)
- Le indagini di Lolita Lobosco - serie de televisión(2021-)